# Richard G. Kleindienst

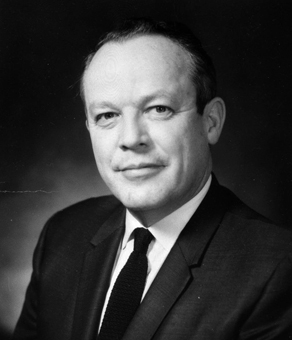
Richard G. Kleindienst

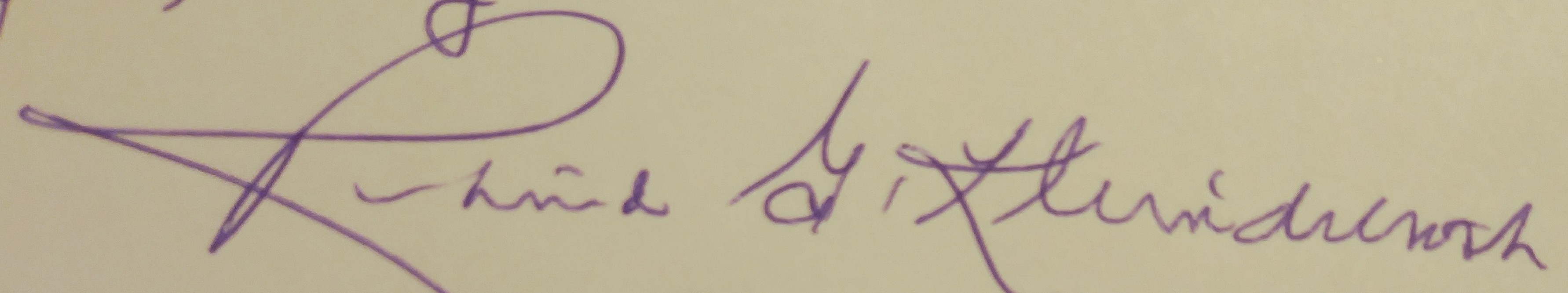

Richard Gordon Kleindienst (* 5. August 1923 in Winslow, Arizona; † 3. Februar 2000 in Prescott, Arizona) war ein US-amerikanischer Politiker (Republikanische Partei) und US-Justizminister.

## Studium und politische Laufbahn im Bundesstaat Arizona
Seine Vorfahren waren in der ersten Hälfte des 19. Jh. aus Deutschland in die USA eingewandert. 
Kleindienst beendete sein Studium der Rechtswissenschaften 1950 an der Harvard Law School und arbeitete anschließend als Rechtsanwalt.
Er begann seine politische Laufbahn 1953 als jüngster Abgeordneter im Repräsentantenhaus von Arizona. Als solcher wurde er später einer der Unterstützer des republikanischen Senators für Arizona, Barry Goldwater, in der sogenannten „Arizona-Mafia“. Als sich Goldwater 1964 für die Republikaner um das Amt des US-Präsidenten bewarb, war Kleindienst dessen nationaler Wahlkampfdirektor im innerparteilichen Vorwahlkampf. Nach der Nominierung Goldwaters zum Präsidentschaftskandidaten zog sich Kleindienst jedoch aus dem Wahlkampfteam zurück.
Kleindienst kandidierte anschließend als Gouverneur von Arizona, wurde jedoch vom demokratischen Kandidaten Sam Goddard geschlagen. 1966 war er Wahlkampfmanager des erfolgreichen Kandidaten für das Gouverneursamt von Arizona, John R. Williams.

## Aufstieg zum Justizminister und Watergate-Affäre
1968 war Kleindienst Unterstützer und einer der Wahlkampfmanager bei der erfolgreichen Präsidentschaftskandidatur von Richard Nixon. Präsident Nixon berief ihn 1969 zunächst zum Stellvertretenden Justizminister (Deputy Attorney General). Als Justizminister John N. Mitchell 1972 Vorsitzender des Wiederwahlkomitees von Präsident Nixon wurde, ernannte dieser Kleindienst zum neuen Attorney General.
Kleindienst wurde im Juni 1972 kurz vor Beginn der Watergate-Affäre, dem Einbruch in die Geschäftsstelle der Demokratischen Partei im Watergate-Gebäude in Washington, vereidigt. Weniger als ein Jahr im Amt, trat Kleindienst aus Protest der Behinderung der Ermittlungsarbeiten durch Mitglieder des Stabes des Weißen Hauses jedoch im April 1973 zusammen mit dem Stabschef des Weißen Hauses, Harry Robbins Haldeman, dem innenpolitischen Präsidentschaftsberater John Ehrlichman sowie dem Rechtsberater des Weißen Hauses, John Dean, zurück.
Kleindienst bestritt jede Kenntnis des Skandals und wechselte mit Nixon kein Wort mehr. Während eines Prozesses um einen zeitgleich stattgefundenen weiteren Skandal, die sogenannte ITT-Affäre, bezeichnete sich Kleindienst als schuldig und wurde zu einer 30-tägigen Haft sowie einer Geldstrafe von 100 US-Dollar verurteilt. Anschließend zog er sich aus dem politischen Leben zurück.

## Veröffentlichungen
- Kleindienst, Richard: Justice: The Memoirs of Attorney General Richard Kleindienst Washington, 1985.